# Фелида, Кевин
Кевин Фелида (нидерл. Kevin Felida; род. 11 ноября 1999, Спейкениссе) — кюрасаоский футболист, полузащитник клуба «Ден Босх» и сборной Кюрасао.

## Клубная карьера
Фелида — воспитанник клубов СКО, «Спейкениссе», «Эксельсиор», «Брабан Юнайтед» и «Ден Босх». 1 декабря 2017 года в матче против «Гоу Эхед Иглз» он дебютировал в Эрстедивизи в составе последних. 16 марта 2018 года в поединке против «Дордрехта» Кевин забил свой первый гол за «Ден Босх». Летом 2022 года Фелида перешёл в «Валвейк». 4 сентября в матче против «Эксельсиора» он дебютировал в Эредивизи. 30 марта 2024 года в поединке против «Херенвена» Кевин забил свой первый гол за «Валвейк».
Летом 2025 года вернулся в «Ден Босх», подписав двухлетний контракт до середины 2027 года.

## Международная карьера
В 2021 году Кевин принял решение выступать за историческую родину. 8 июня в отборочном матче чемпионата мира 2022 против сборной Гватемалы он дебютировал за сборную Кюрасао.